# خميس العجماني
خميس العجماني (مواليد 4 مارس 1992) لاعب كرة قدم إماراتي يجيد اللعب في الظهير الأيمن .
لعب سابقاً مع أندية الشارقة والنصر و اتحاد كلباء وانتقل إلى نادي حتا عام 2015 و لعب معهم موسمين وبعدها لعب مع نادي رأس الخيمة .

## روابط خارجية
- خميس العجماني على موقع Soccerway.com (الإنجليزية)